# Trois Filles
Pour plus de détails, voir Fiche technique et Distribution.
Trois Filles (Teen Kanya) est un film indien réalisé par Satyajit Ray, sorti en 1961. Il est composé de trois moyens métrages.

## Synopsis[1]

### Le directeur de la poste
Nandalal est affecté au bureau de poste d’un petit village. Il reprend à son service Ratan, la petite fille orpheline qui servait de domestique au précédent chef de bureau. L’enfant s'attache à lui et Nandalal entreprend de lui apprendre à lire. Ratan se prend à espérer de cet homme un père de substitution. Elle prend soin de lui quand il contracte la malaria. Au village des musiciens l’accueillent chaleureusement et chantent pour lui. Mais après sa maladie, Nandalal qui ne s'est attaché ni à l'enfant ni au village, demande sa mutation. Au moment de son départ, Ratan pleure en secret et cache ses larmes. Elle se détourne quand elle le croise pour ne pas lui montrer sa peine.

### Les Bijoux perdus(Monihara)
Les Bijoux perdus est une histoire ou un conte raconté par un instituteur assis sur les marches d'une riche villa à un homme caché par un voile. Le récit est celui d'un homme riche, Phanibhusan, et de sa femme Manimalika. Celle-ci aime les bijoux d’un amour obsessionnel, et ne cesse d’en demander à son mari. Celui-ci lui en achète dans l’espoir de gagner son amour. Mais Manimalika n’a qu’une peur, que son époux veuille un jour lui reprendre ses bijoux. Lorsque son mari est ruiné par un incendie, il lui semble que sa plus grande crainte est sur le point de devenir réalité. Profitant de l'absence de son mari parti à Calcutta pour ses affaires, elle retourne chez ses parents avec la complicité de son cousin, un ancien soupirant. Dans sa fuite elle emporte tous ses bijoux sur elle. À son retour Phanibhusan est désespéré de la disparition de son épouse. Il va jusqu'à délirer et croit voir une nuit le fantôme de Manimalika venir prendre le collier qu'il lui avait rapporté. L'histoire s'arrêterait là selon l'instituteur, mais l'homme au visage dissimulé dit « c'est à peu près ça, mais il manque quelques détails » puis disparaît brusquement. C'était le spectre de Phanibhusan.

### La Conclusion(Samapti)
Amulya (Soumitra Chatterjee), fraîchement diplômé, retourne dans son village pour les vacances. Le chemin est boueux, et il a du mal à avancer. Il s’aperçoit soudain que quelqu’un le suit. Il s’agit de Mrinmoyee (Aparna Sen), un vrai garçon manqué, qui s’enfuit en riant. Amulya, réticent à épouser la jeune fille de bonne famille choisie par sa mère, est séduit par la spontanéité et la liberté de Mrimoyee, et contre l'avis de sa mère, il l’épouse. Mais Amulya se révèle incapable d'éveiller des sentiments chez la jeune fille et le soir des noces, Mrinmoyee s'enfuit pour retrouver sa balançoire au bord du fleuve.

### Épilogue
Les trois contes ont en commun le pouvoir sur les femmes que donne aux hommes l'argent et la culture. Mais ces hommes sont maladroits dans cette domination et comme insensibles aux subtilités du désir féminin. 
« Avec Trois Filles, j’ai cherché à illustrer trois étapes de la féminité et de l’amour. » (Satyajit Ray)

## Fiche technique
- Titre : Trois filles
- Titre original : Teen Kanya
- Réalisation : Satyajit Ray
- Scénario : Satyajit Ray, Rabindranath Tagore (histoire originale)
- Production : Satyajit Ray
- Musique : Satyajit Ray
- Photographie : Soumendu Roy
- Montage : Dulal Dutta
- Décors : Bansi Chandragupta
- Format : noir et blanc — 35 mm — son mono
- Pays d'origine :  Inde
- Langue originale : bengali
- Budget : 81 200 USD
- Durée : 173 minutes
- Date de sortie :
  - Inde : 5 mai 1961

## Distribution

### Le Directeur de la poste
- Chandana Banerjee : Ratan
- Nripati Chatterjee : Bishey
- Anil Chatterjee : Nandal
- Khagen Pathak : Khagen
- Gopal Roy : Bilash

### Les Bijoux perdus(Monihara)
- Kali Banerjee : Phanibhusan Saha
- Kanika Majumdar : Manimalika
- Kumar Roy : Madhusudhan
- Gobinda Chakravarti : Le maître d'école et narrateur

### La Conclusion(Samapti)
- Soumitra Chatterjee : Amulya
- Aparna Sen : Mrinmoyee
- Sita Mukherjee : Jogmaya
- Gita Dey : Nistarini
- Santosh Dutta : Kishori
- Mihir Chakravarti : Rakhal
- Devi Neogy : Haripada